# La Unión, Guatemala
La Unión är en kommunhuvudort i Guatemala.   Den ligger i departementet Departamento de Zacapa, i den sydöstra delen av landet, 140 km öster om huvudstaden Guatemala City. La Unión ligger 1 011 meter över havet och antalet invånare är 3 682.
Terrängen runt La Unión är huvudsakligen kuperad, men söderut är den bergig. Runt La Unión är det ganska tätbefolkat, med 199 invånare per kvadratkilometer. Närmaste större samhälle är Gualán, 18,7 km norr om La Unión. I omgivningarna runt La Unión växer i huvudsak städsegrön lövskog.